# 이시다 유스케
이시다 유스케(일본어: 石田 侑資, 2002년 11월 11일~)는 일본의 축구 선수이다.

## 구단 경력
그는 2021년 J3리그의 가이나레 돗토리에 입단했다. 2022년까지 38경기에 출전하여, 2득점을 넣었다. 2023년 J2리그의 이와키 FC로 이적했다.